# Dane Richards
Dane Richards (ur. 14 grudnia 1983 w Montego Bay) – jamajski piłkarz występujący na pozycji pomocnika w Bodø/Glimt, do którego jest wypożyczony z Burnley.

## Kariera klubowa
Richards karierę zaczął w 2001 roku w klubie Seba United. W 2003 roku rozpoczął grę w zespole San Jacinto Coyotes z amerykańskiej uczelni San Jacinto College. W 2005 roku został studentem uczelni Clemson University, gdzie kontynuował karierę w Clemson Tigers - tamtejszej drużynie piłkarskiej.
W 2007 roku poprzez MLS SuperDraft trafił do New York Red Bulls z MLS. W tych rozgrywkach zadebiutował 8 kwietnia 2007 roku w zremisowanym 0:0 pojedynku z Columbus Crew. 6 maja 2007 roku w zremisowanym 3:3 spotkaniu z Realem Salt Lake strzelił pierwszego gola w MLS. W 2008 roku zajął z zespołem 2. miejsce w MLS Cup.

## Kariera reprezentacyjna
W reprezentacji Jamajki Richards zadebiutował w 2002 roku. W 2009 roku został powołany do kadry na Złoty Puchar CONCACAF. Zagrał na nim w meczu z Salwadorem (1:0), a Jamajka odpadła z turniej po fazie grupowej.
11 sierpnia 2010 roku w wygranym 3:1 towarzyskim pojedynku z Trynidadem i Tobago strzelił pierwszego gola w drużynie narodowej.